# 雄和ふるさと温泉
雄和ふるさと温泉（ゆうわふるさとおんせん）は、秋田県秋田市にある温泉。

## 泉質
- ナトリウム-塩化物泉
  - 泉温　49.6℃

## 温泉地
秋田市街地から数十キロ離れた南部の山あいに、日帰り温泉施設と宿泊施設を兼ねた一軒宿「雄和ふるさと温泉　ユアシス」が存在する。
コテージも併設している。運営は雄和振興公社が行っている。

## 歴史
- 1996年（平成8年）4月12日　- オープン

## アクセス
公共交通
- 秋田市マイタウン・バス 南部線雄和Aコースで「ふるさと温泉」下車すぐ。

自動車
- 日本海東北自動車道秋田空港ICより車で約20分。
- 秋田空港より車で約20分。